# Senhor de Sipán

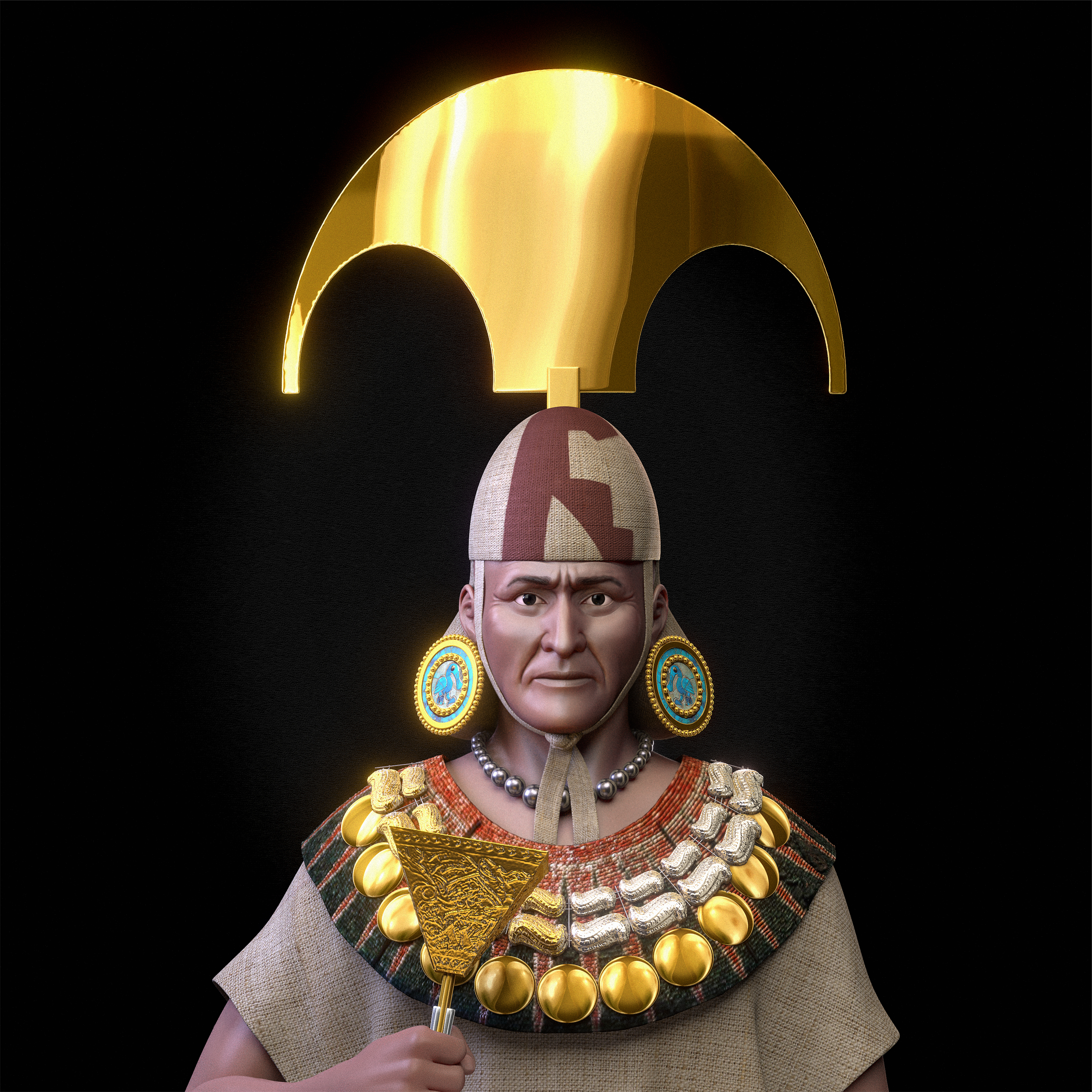
Reconstrução facial forense do Senhor de Sipán

Senhor de Sipán foi um dignitário mochica que governou entre os séculos II e III. Sua tumba foi descoberta em 1987, pelo arqueólogo Walter Alva, e é considerada o achado arqueológico mais importante dos últimos cinqüenta anos no Peru.
Na tumba também há oferendas e pessoas para acompanhar o Senhor em sua jornada pós-morte: um guerreiro com os pés cortados - símbolo de sua proteção eterna ao Senhor -, um sacerdote, três concubinas, um cachorro, duas lhamas, uma criança, centenas de cerâmicas e ornatos de cobre e ouro.

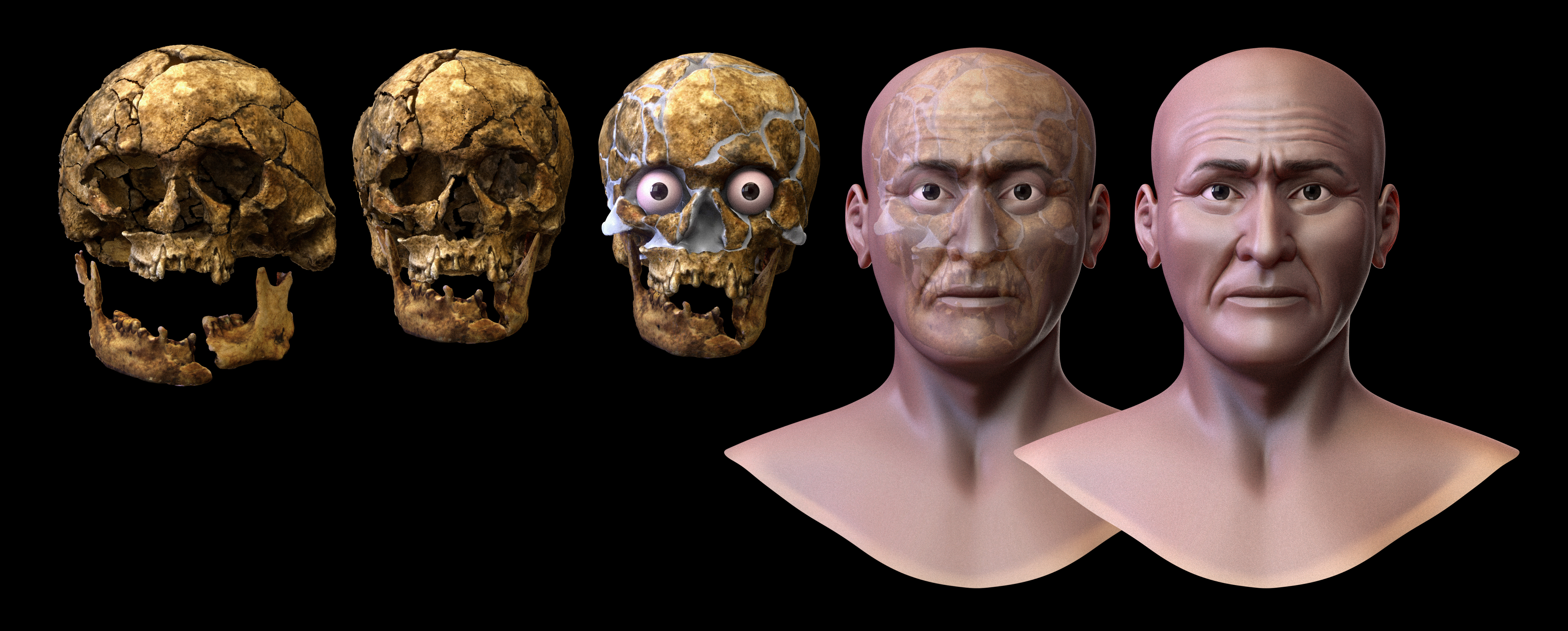
Etapas da reconstrução facial do Senhor de Sipán.

Todos os artefatos arqueológicos foram depositados no Museu Tumbas Reais de Sipán, inaugurado em 2002, a fim de conservar e restaurar os tesouros da região.